# Egbert Broerken

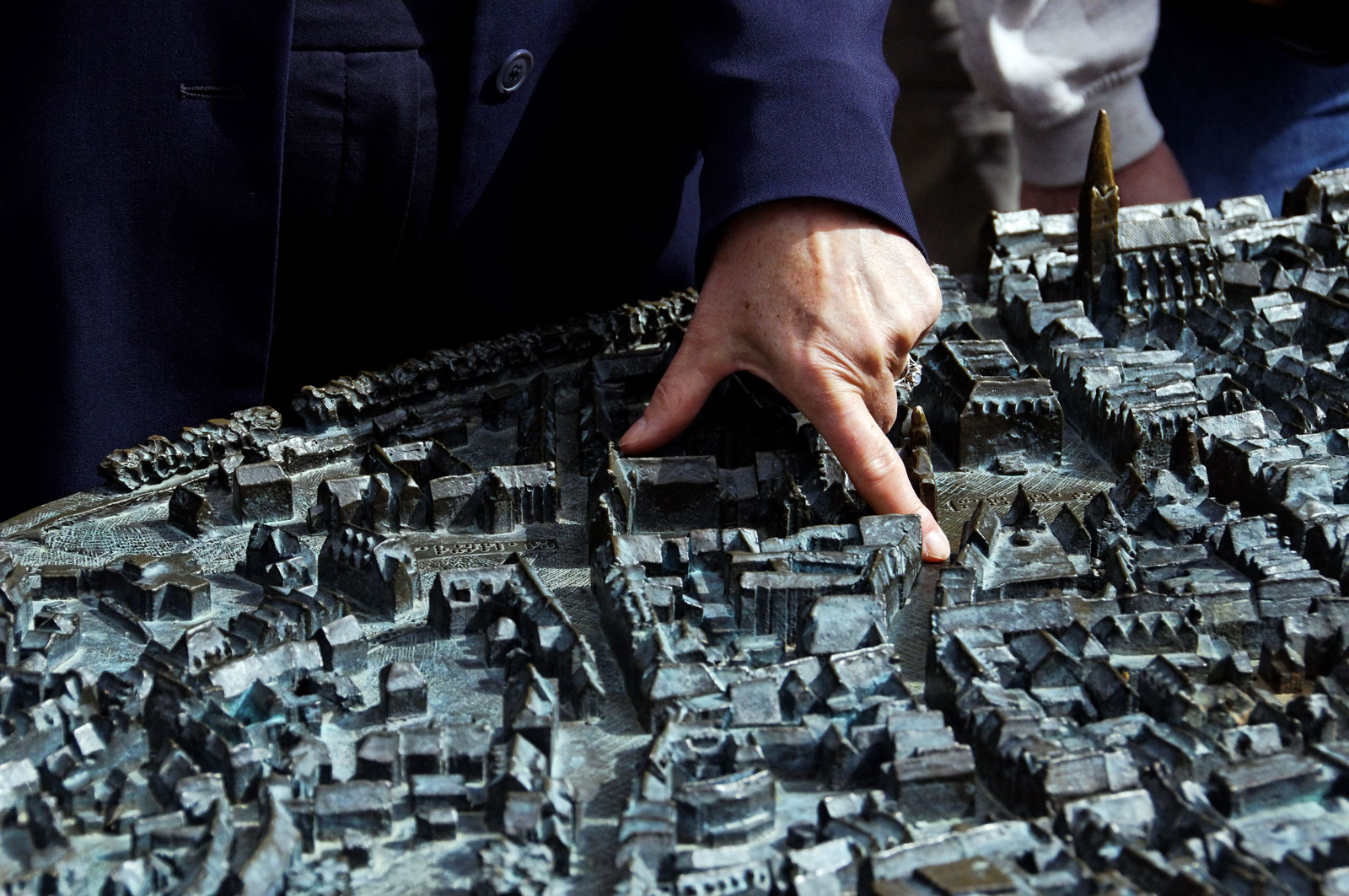
Stadtmodell Lüneburg

Egbert Broerken (* 5. März 1950 in Hovestadt) ist ein deutscher Bildhauer, der vor allem für seine Stadtmodelle für Blinde und Sehbehinderte bekannt ist. Das erste Stadtmodell mit Brailleschrift entstand in Münster in Zusammenarbeit mit der dortigen Blindenschule. Bis 2012 hat er rund 80 Innenstädte und Einzelobjekte wie Kirchen und Klöster als Miniaturversionen in Bronze gegossen. Seine Modelle entstehen im Wachsausschmelzverfahren.